# Somena
Somena é um gênero de traça pertencente à família Arctiidae.